# Purcell Miller
Purcell Miller (ur. 6 marca 1973) – amerykański bokser kategorii lekkośredniej.

## Kariera zawodowa
Jako zawodowiec zadebiutował w 1994 r., notując zwycięstwo nad innym debiutantem Davidem Claytonem. Po świetnej serii siedemnastu zwycięstw i pokonaniu m.in. Kenny'ego Baysmore'a, który w 1983 r. został nazwanym "Prospektem Roku 1983" przez najbardziej prestiżowy bokserski magazyn The Ring, Miller zmierzył się z rodakiem Raulem Frankiem. Do pojedynku doszło 10 października 1997 r., a stawką pojedynku był pas USBA w kategorii półśredniej. Miller doznał pierwszej porażki w karierze, przegrywając jednogłośnie na punkty w dwunasto-rundowym pojedynku. Na ring powrócił nieco ponad miesiąc później, pokonując na punkty Leroya Owensa.
4 kwietnia 1998 r. Miller pokonał jednogłośnie na punkty boksera, który stoczył najwięcej walk w historii – Reggiego Stricklanda. 14 lipca doszło do jego walki z byłym mistrzem świata WBA w kategorii lekkośredniej Carlem Danielsem. Miller w pierwszej rundzie naruszył byłego mistrza świata prawym sierpowym, po którym Daniels został lekko wytrącony z równowagi. W kolejnych rundach inicjatywę miał bardziej doświadczony Daniels, który zadawał więcej ciosów i lepiej poruszał się w ringu. Po dwunastu emocjonujących rundach, sędziowie jednogłośnie orzekli wygraną Danielsa, punktując 117-111, 117-111, 118-110. Stawką pojedynku był pas USBA w kategorii lekkośredniej.
Po dwóch zwycięstwach nad Eddiem Hallem oraz Luisem Sanchezem, Purcell w kwietniu 2000 r. zmierzył się z Robertem Frazierem. Miller przegrał przez decyzję większości, notując trzecią porażkę w karierze. Po tej porażce stoczył jeszcze sześć pojedynków, z czego wygrał tylko dwa. Ostatni raz na ringu pojawił się 21 maja 2011 r., przegrywając już w pierwszej rundzie z Maxellem Taylorem.